# Cyprinus
Cyprinus – rodzaj ryb z rodziny karpiowatych (Cyprinidae).
Rodzaj występujący pierwotnie w Azji, w średniowieczu aklimatyzowany w Europie, a następnie na innych kontynentach.

## Klasyfikacja
Gatunki zaliczane do tego rodzaju:
- Cyprinus acutidorsalis
- Cyprinus barbatus
- Cyprinus carpio – karp[3]
- Cyprinus centralus
- Cyprinus chilia
- Cyprinus dai
- Cyprinus daliensis
- Cyprinus exophthalmus
- Cyprinus fuxianensis
- Cyprinus ilishaestomus
- Cyprinus intha
- Cyprinus longipectoralis
- Cyprinus longzhouensis
- Cyprinus megalophthalmus
- Cyprinus micristius
- Cyprinus multitaeniata
- Cyprinus pellegrini
- Cyprinus qionghaiensis
- Cyprinus quidatensis
- Cyprinus rubrofuscus – karp amurski[4]
- Cyprinus yilongensis
- Cyprinus yunnanensis

Gatunkiem typowym jest Cyprinus carpio.